# Delito de tráfico de drogas (España)
El delito de tráfico de drogas, en el Derecho de España, se encuentra tipificado en el artículo 368 del Código Penal, dentro del Capítulo III del Título XVII, es decir, como delitos contra la salud pública, y en general, dentro de los delitos contra la seguridad colectiva. 
En España se define como tráfico de drogas cualesquiera actos de cultivo, elaboración o tráfico, o de otro modo promuevan, favorezcan o faciliten el consumo de drogas tóxicas, estupefacientes o sustancias psicotrópicas, o las posean con aquellos fines. Son excepciones expresas de esta ley la tenencia y el consumo de tabaco o alcohol, por razones históricas.

## Tipo objetivo
Dentro del tipo objetivo, debemos atender a qué entendemos por drogas tóxicas, estupefacientes o sustancias psicotrópicas. Serían aquellas sustancias naturales o sintéticas cuya consumición repetida en dosis diversas provoca en las personas el deseo abrumador o necesidad de continuar consumiéndola y la tendencia a aumentar la dosis así como la dependencia física u orgánica de los efectos de la sustancia que hace necesario su uso para evitar el síndrome de abstinencia. 
Para diferenciar entre las diferentes drogas, la doctrina acepta la diferenciación entre drogas duras y drogas blandas. Aunque se dice que todas las drogas son igual de nocivas, lo cierto es que, de un modo u otro, la diversa gravedad de la droga se traduce en una diversa gravedad de la pena en la práctica.
En lo que se refiere a las conductas típicas, el centro de gravedad recae en que los actos de cultivo, elaboración o tráfico o cualesquiera otros actos que promuevan, favorezcan o faciliten el consumo ilegal. Luego por lo tanto, podemos ver como la acción es muy amplia, ya que aparte de las conductas ya descritas, el Tribunal Supremo en su Sentencia 776/2005 del 25 de abril, dice que se entenderá como acción típica toda aquella que favorezca o facilite el consumo o que de algún modo contribuya al ciclo difusivo. Lo que si se requiere es una relación del acusado con esas sustancia, inmediata o mediata, directa o indirecta, que revele la inequívoca ejecución de una de las conductas típicas.
El bien jurídico protegido en este caso, es la salud pública entendida como salud colectiva, ya que lo que se trata es evitar el peligro de difusión masiva de las sustancias prohibidas, por la capacidad que tiene la droga de originar graves perjuicios a la salud individual y por extensión, a la pública. 

## Tipo subjetivo
El dolo debe abarcar el objeto y la nocividad de la droga, pudiendo deducirse de datos que revelen su presencia, como la ocultación y la versión exculpatoria o la ausencia de razones que avalen el desconocimiento de lo que contenía el paquete transportado. Cabe el dolo eventual cuando se porta la sustancia en el interior del organismo sin comprobar su naturaleza y peso, siendo ignorancia deliberada transportar algo que se sabe prohibido. Difícilmente se aprecia error de tipo sobre el objeto en el transporte por camión, pues por experiencia el sobrepeso debe alertar.
Junto a la conciencia del carácter nocivo para la salud de la sustancia, es preciso que se quiera promover, favorecer o facilitar el consumo ilegal de terceras personas, ya que si la intención es favorecer el consumo propio, faltaría el dolo. El error sobre el carácter nocivo de la sustancia, puede considerarse como un error sobre un elemento integrante de la infracción penal, determinaría la exclusión del comportamiento del ámbito del derecho penal, aunque en la práctica no se hace uso de tal posibilidad. El error sobre el carácter prohibido de la sustancia determina, en cambio, un error de prohibición. 

## Antijuridicidad
Es un delito de peligro abstracto, en que se adelantan las barreras de protección sin exigir siquiera la concreción de ese peligro como proximidad de lesión. No hay peligro para el bien jurídico protegido en:
a)Cantidades ínfimas: sólo se debe considerar como droga tóxica o estupefaciente aquella sustancia que sea apta para producir los efectos que le son propios. La falta de lesividad, se determina mediante la prueba pericial.
b)Consumo compartido: No equivale a consumo repartido, sino a una modalidad de autoconsumo impune apreciable de forma excepcional, dónde la valoración social es la misma que pudieran tener los actos de consumo que estas personas pudieran realizar aisladamente. 
El fundamento es la exclusión de todo peligro para el bien jurídico protegido, siempre que concurran una serie de requisitos:
1. Adicción de todos los consumidores para evitar la divulgación del consumo.
2. Consumo inmediato
3. En lugar cerrado u oculto a la contemplación de terceros.
4. Cantidad insignificante.
5. Número de consumidores escaso y determinado.
6. La acción esporádica e íntima, sin riesgo de trascendencia social.

c)Entregas compasivas: donaciones a drogodependientes por convivientes, familiares o personas muy allegadas que conocen la adicción.
d)Delito provocado: por el absoluto control que sobre los hechos y consecuencias tiene el agente de la autoridad. Aquel, en que la voluntad de delinquir surge como consecuencia de la actividad de otra persona, agente o colaborador de los cuerpos o fuerzas de seguridad, que provoca con su actuación engañosa, la ejecución del delito no planeado ni decidido y que de otra forma no hubiera realizado el autor, adoptando el agente medidas de precaución necesarias para evitar la efectiva lesión. Es impune para evitar procedimientos policiales ilegítimos.
e)Entrega en pago de servicios: no realiza el tipo quien recibe droga en pago de servicios, que destina al autoconsumo.

## Culpabilidad
Debemos atender, en sede de culpabilidad, las posibles eximentes que se pueden dar. En primer lugar, puede darse el miedo insuperable, debiéndose acreditar la actuación bajo la relevante influencia psicológica provocada con referencia a criterios exigibles al hombre medio, pudiendo serlo amenazas a la familia.

## Iter Criminis
Nos encontramos ante un delito de peligro, de mera actividad, resultado cortado y consumación anticipada y de ejecución permanente, que no requiere la realidad del daño.
Como hemos dicho, se configura como un delito de peligro abstracto hipotético, que requiere la potencialidad de la conducta para crear un peligro al bien jurídico.
Se consuma con el acuerdo de transmisión o la mera posesión preordenada al tráfico, incluso mediata, el mero contacto con los vendedores, aunque sea en el extranjero, para el envío de droga.
En cuanto a la tentativa, se puede dar cuando hay acciones próximas a la obtención de la droga, aunque diversas sentencias como las STS 1077/2005 de 20 de julio o la STS 620/2002 de 11 de abril, aportan una interpretación restrictiva de la tentativa en este delito. Se admite si quien decide comprar droga desiste por desacuerdo en el precio. Cabe también la tentativa inidónea en estos supuestos, si el plan es objetivamente apto para la consumación y quien va a recogerla cree que es droga, no siendo así.

## Autoría y participación
Lo es todo acto de favorecimiento sin distinción de niveles de participación, siendo un concepto penal de autor extensivo, que incluye cualquier aportación al hecho criminal, como preparar y confeccionar papelinas, entregarla, dar instrucciones sobre entrega a terceros y controlar el dinero procedente del delito.
La puesta en común de la sustancia conlleva la coautoría de todos los que ostentan su disponibilidad. Aportar el vehículo desde el que se trafica y conducirlo es cooperación necesaria y si además vigila desde el exterior, sería coautor.
En cuanto a la complicidad, no cabe aplicar los criterios sobre autoría y participación generales por cuanto la participación es acto ejecutivo y se aprecia en casos excepcionales si es un acto secundario, meramente accesorio y prescindible de “favorecimiento del favorecedor”… Los requisitos son: 
1. La existencia de un autor principal
2. Conocimiento por el cómplice de la existencia de la droga.
3. Comportamiento secundario sometido al autor.
4. No imprescindible.
5. Fácilmente reemplazable.
6. Siendo una aportación esporádica de escasa consideración.

## Circunstancias modificativas
Podemos distinguir entre atenuantes y agravantes. Dentro de las atenuantes, serían circunstancias modificativas las siguientes:
a) Drogadicción: va desde la simple afectación con influencia sólo en la individualización de la pena a la anulación absoluta de la capacidad. Lo relevante es que incida como elemento desencadenante del delito. Puede actuar como eximente incompleta o como mera atenuante.
b) Reparación del daño: es difícil que se pueda apreciar, al tratarse de un delito de peligro, no aplicándose cuando se confiesan hechos que serían descubiertos, pues en realidad se confunde esta atenuante con la de confesión. .
c) El parentesco: puede jugar como atenuante, si bien la definición del sujeto pasivo lo hace difícil, pero no como agravante al ser el bien jurídico protegido un bien colectivo y no individual del pariente.
Dentro de las circunstancias agravantes, nos encontraríamos únicamente con la reincidencia, que cabe en cualquier modalidad de tráfico con independencia de la sustancia.

## Concursos
Puede existir dentro de este delito, concurso de leyes, en el cual absorbe al contrabando por ser concurso de normas. Existiendo varios tráficos se sancionaría por el más grave.
Por otro lado, puede existir concurso de delitos real, con los delitos de homicidio, lesiones, receptación y tenencia ilícita de armas.